# Stephen Bogart
Stephen Humphrey Bogart (* 6. Januar 1949 in Los Angeles) ist ein US-amerikanischer Filmproduzent und Romanautor.

## Leben
Stephen Bogarts Eltern sind die Schauspieler Humphrey Bogart und Lauren Bacall. Er arbeitet als Fernsehproduzent für Court TV. Daneben verfasst er Kriminalromane und setzt sich mit dem Bogie-Kult um seinen Vater auseinander. Er ist ein Stiefsohn des Schauspielers Jason Robards und Halbbruder von Sam Robards.
Bogart ist mit einer Pilates-Lehrerin verheiratet, beide haben miteinander drei Kinder. Seine Tochter Brooke arbeitet seit Anfang 2008 als Model.

## Bücher
- Mein Vater Humphrey Bogart. Düsseldorf 1995, ISBN 3-612-26490-7.
- Play it again. Roman, München 1996, ISBN 3-426-60446-9.
- As Time Goes By. Roman, München 1998, ISBN 3-426-60646-1.

## Filmografie
- 1988: Bacall on Bogart, als Berater
- 2002: New York at the Movies, als Co-Executive Producer
- 2002: Pandora, als Darsteller
- 2003: As Time Goes By: The Children Remember, als Darsteller